# نهالدان
نهالدان، روستایی است از توابع بخش مرکزی شهرستان داورزن در استان خراسان رضوی ایران.

## جمعیت
این روستا در دهستان مزینان قرار داشته و بر اساس سرشماری سال ۱۳۸۵ جمعیت آن ۵۵۴ نفر (۱۶۵ خانوار)
بوده‌است.